# Équipe d'Argentine de football à la Copa América 1959 (Équateur)
Pour les articles homonymes, voir Équipe d'Argentine de football à la Copa América 1959.
L'équipe d'Argentine de football participe à sa 24e Copa América lors de l'édition 1959 qui a eu lieu à Guayaquil en Équateur du 5 au 25 décembre 1959.

## Résultats
Les cinq équipes participantes sont réunies au sein d'une poule unique où chaque formation rencontre une fois ses adversaires. À l'issue des rencontres, l'équipe classée première remporte la compétition.
|   | Équipe    | Pts | J | G | N | P | BP | BC | Diff |
| - | --------- | --- | - | - | - | - | -- | -- | ---- |
| 1 | Uruguay   | 7   | 4 | 3 | 1 | 0 | 13 | 1  | +12  |
| 2 | Argentine | 5   | 4 | 2 | 1 | 1 | 9  | 9  | 0    |
| 3 | Brésil    | 4   | 4 | 2 | 0 | 2 | 7  | 10 | -3   |
| 4 | Équateur  | 3   | 4 | 1 | 1 | 2 | 5  | 9  | -4   |
| 5 | Paraguay  | 1   | 4 | 0 | 1 | 3 | 6  | 11 | -5   |

| 9 décembre  | Argentine | 4 | 2 | Paraguay  |
| 12 décembre | Équateur  | 1 | 1 | Argentine |
| 16 décembre | Uruguay   | 5 | 0 | Argentine |
| 22 décembre | Argentine | 4 | 1 | Brésil    |

### Matchs
| 9 décembre 1959 | Argentine                                    | 4 – 2 | Paraguay                 | Estadio Modelo (Guayaquil)                      |                                                 |
| | Sanfilippo 8e, 57e, 89e (pen.) · Pizzuti 81e | (1 - 1) | Insfrán 30e · Cabral 90e | Spectateurs : 15 000 Arbitrage : Esteban Marino | Spectateurs : 15 000 Arbitrage : Esteban Marino |
| Errea - Anido, Murúa - Lombardo, Rattín ( 69e Guidi), Mouriño - Facundo, Ruiz ( 69e Pizzuti), García ( 46e Sosa), Sanfilippo, Boggio | Équipes                                      | Riquelme - Gómez, Monín - Villalba, Monges ( Zaracho), Lezcano - Benítez ( Jara), Núñez, Insfrán ( Esquivel), Cabral, Parodi |                          | Spectateurs : 15 000 Arbitrage : Esteban Marino | Spectateurs : 15 000 Arbitrage : Esteban Marino |

| 12 décembre 1959 | Équateur  | 1 – 1 | Argentine | Estadio Modelo (Guayaquil)                           |                                                      |
| | Raffo 20e | (1 - 0) | Sosa 62e  | Spectateurs : 55 000 Arbitrage : José Gomes Sobrinho | Spectateurs : 55 000 Arbitrage : José Gomes Sobrinho |
| Bonnard - Gonzabay, Argüello - Izaguirre, Galarza ( Reeves Patterson), Gómez - Balseca, Palacios, Spencer, Raffo ( Saeteros), Cañarte ( Almeida) | Équipes   | Negri - Griguol, Murúa - Arredondo, Guidi, Mouriño - Facundo ( 51e Boggio), Pizzuti ( 81e Ruiz), Sosa, Sanfilippo ( 63e Rodríguez), Belén |           | Spectateurs : 55 000 Arbitrage : José Gomes Sobrinho | Spectateurs : 55 000 Arbitrage : José Gomes Sobrinho |

| 16 décembre 1959                                                                              | Uruguay                                                       | 5 – 0 | Argentine | Estadio Modelo (Guayaquil)                           |                                                      |
|                                                                                               | Silveira 9e (pen.), 55e (pen.) · Bergara 15e, 64e · Sasía 25e | (3 - 0) |           | Spectateurs : 50 000 Arbitrage : José Gomes Sobrinho | Spectateurs : 50 000 Arbitrage : José Gomes Sobrinho |
| Sosa - Troche, Silveira - Méndez, González, Mesías - Pérez, Bergara, Douksas, Sasía, Escalada | Équipes                                                       | Negri - Griguol, Murúa - Arredondo, Guidi, Betinotti ( 25e Rattín) - Boggio, Pizzuti ( 57e), Sosa ( 65e Ruiz), Sanfilippo ( 65e Rodríguez), Belén |           | Spectateurs : 50 000 Arbitrage : José Gomes Sobrinho | Spectateurs : 50 000 Arbitrage : José Gomes Sobrinho |

| 22 décembre 1959                                                                                           | Argentine                            | 4 – 1 | Brésil      | Estadio Modelo (Guayaquil)                      |                                                 |
| | García 2e · Sanfilippo 27e, 89e, 90e | (2 - 0) | Geraldo 64e | Spectateurs : 42 000 Arbitrage : Esteban Marino | Spectateurs : 42 000 Arbitrage : Esteban Marino |
| Negri - Anido, Murúa - Arredondo, Guidi, Mouriño - Facundo ( 65e Carbone), Ruiz, García, Sanfilippo, Belén | Équipes                              | Waldemar - Givaldo, Édson - Clóvis, Zé María, Zequinha - Traçaia, Zé de Mello, Geraldo, Paulo ( Biu), Elías ( Goiano) |             | Spectateurs : 42 000 Arbitrage : Esteban Marino | Spectateurs : 42 000 Arbitrage : Esteban Marino |

## Navigation